# Ефремов, Илья Владимирович
Илья́ Влади́мирович Ефре́мов (род. 20 марта 1988) — российский легкоатлет, специалист по тройным прыжкам. Выступал на профессиональном уровне в 2004—2013 годах, член сборной России, серебряный призёр чемпионата мира среди юношей и чемпионата Европы среди юниоров, победитель и призёр первенств всероссийского значения, участник чемпионата Европы в Барселоне. Представлял Москву и Волгоградскую область. Мастер спорта России.

## Биография
Илья Ефремов родился 20 марта 1988 года. Занимался лёгкой атлетикой под руководством тренеров Ю. А. Кудряшова и В. В. Кузина.
Впервые заявил о себе в сезоне 2004 года, когда в прыжках в длину одержал победу на юниорском всероссийском первенстве в помещении в Волгограде.
В 2005 году вошёл в состав российской национальной сборной и выступил на юношеском мировом первенстве в Марракеше, где выиграл серебряную медаль в программе тройного прыжка.
В 2006 году в тройном прыжке занял восьмое место на юниорском мировом первенстве в Пекине.
В 2007 году в той же дисциплине завоевал серебряную награду на юниорском европейском первенстве в Хенгело.
В 2008 году закрыл десятку сильнейших на зимнем чемпионате России в Москве, получил серебро на молодёжном всероссийском первенстве в Челябинске, взял бронзу на Кубке России в Туле.
В 2010 году одержал победу на молодёжном чемпионате России в помещении в Волгограде и на командном чемпионате России в Сочи, стал серебряным призёром на чемпионате России среди молодёжи в Чебоксарах и бронзовым призёром на взрослом чемпионате России в Саранске. Благодаря череде удачных выступлений удостоился права представлять страну на чемпионате Европы в Барселоне — на предварительном квалификационном этапе провалил все три попытки, не показав никакого результата, и в финал не вышел.
В 2011 году стал седьмым на зимнем чемпионате России в Москве, участвовал в чемпионате России в Чебоксарах.
Завершил спортивную карьеру по окончании сезона 2013 года.